# پاتریک رایدر
پاتریک رایدر (انگلیسی: Patrick S. Ryder) سرلشکر نیروی هوایی ایالات متحده آمریکا است، که از اوت ۲۰۲۲ به‌عنوان دبیر مطبوعاتی پنتاگون و سخنگوی وزارت دفاع ایالات متحده آمریکا فعالیت می‌کند.
رایدر فعالیت نظامی را از سال ۱۹۹۲ در نیروی هوایی آمریکا آغاز کرد. وی در فاصله سال‌های ۲۰۲۰ تا ۲۰۲۲ مدیر روابط عمومی نیروی هوایی ایالات متحده آمریکا بود. وی در جنگ‌های یوگسلاو (جنگ کوزوو، عملیات نیروی عمدی و بمباران یوگسلاوی توسط ناتو)، جنگ علیه تروریسم، جنگ عراق، عملیات آزادی پایدار و عملیات عزم راسخ حضور داشت.